# Obrys-Kmen
Obrys-Kmen byl literární týdeník vycházející jako příloha deníku Haló noviny. 
1. číslo vyšlo v listopadu 1995 v podobě novinové přílohy jakožto měsíčník pro literaturu a kulturu. Zakladateli byli básníci Karel Sýs a Daniel Strož. Název odkazoval na to, že autoři programově navazují na zaniklý literární časopis Kmen a exilový časopis Obrys, který Daniel Strož vydával během své emigrace v Mnichově. 
Obrys-Kmen vznikl jako platforma pro autory, kteří byli v polistopadové éře z ostatních literárních periodik i veřejnoprávních médií vytěsněni. Dle jejich názoru jim nebyl dáván prostor k publikaci vzhledem k jejich oficiálně vydávané literatuře před rokem 1989, případně pro jejich vesměs levicovou orientaci. 
V roce 2001 založili autoři z okruhu Obrysu-Kmene Unii českých spisovatelů.
V dubnu 2014 bylo vydávání časopisu pod názvem Obrys-Kmen ukončeno Danielem Strožem, vlastníkem ochranné známky Obrys-Kmen. Od 23. dubna 2014 vycházel časopis ve stejném rozsahu i duchu pod provizorním názvem Týdeník pro literaturu a kulturu (2 čísla), od 7. května 2014 pak vychází jako Literatura-Umění-Kultura. 

## Okruh autorů
Ze starší básnické generace Obrys-Kmen podpořil Miroslav Florian, na jeho tvorbě se pak podíleli především básníci Jaromír Pelc, Karel Sýs, Daniel Strož, literární historici Milan Blahynka, Štěpán Vlašín, Alexej Mikulášek, či spisovatel Michal Černík. Výraznou osobností Obrysu-Kmene byl překladatel Zdeněk Frýbort, který zde publikoval několik desítek esejů ovlivněných především myšlenkami Waltera Benjamina či Rolanda Barthese.
Roku 2005 vyšel za podpory Daniela Strože (tehdy europoslance) v nakladatelství BMSS-START výbor z esejistiky a literární publicistiky Obrysu-Kmene nazvaný Psáno do budoucna. Výbor vyšel k deseti letům existence přílohy.  
Kromě výše uvedených autorů v Obrysu-Kmeni publikují též Pavel Sýkora, Vladimír Janovic, Jan Cigánek, František Skorunka, Josef Haubelt, Vladimír Přibský, Stanislav Holubec, Michal Polický, Michael Doubek, Ivana Blahutová, Věra Beranová, Jiří Piskáček, Vlastislav Hnízdo, Jiří Stano, Pavel J. Hejátko, Věra Klontza-Jaklová, Zdeněk Hrabica, Eva Frantinová, Miloslav Ransdorf, Stanislava Kučerová, Pavol Janík, František Dostál, Bohumila Sarnová aj.

## Vývoj
Roku 1995 vyšla 3 čísla Obrysu-Kmene o osmi stranách, roku 1996 12 čísel, roku 1997 čtyři čísla. V květnu 1997 se redakce Haló novin rozhodla vydávání přílohy připravované okruhem autorů mimo redakci zastavit a nahradit ji vlastní přílohou Kulturní obzor vedenou novinářem Jaroslavem Kojzarem. Další existenci Obrysu-Kmene Karel Sýs vyjednal jen v omezené podobě – okruh autorů původní přílohy dostal od října 1997 dvoustránkový prostor uvnitř sobotní přílohy Haló novin. V červenci roku 1998 byl však Obrys-Kmen obnoven jako samostatná příloha Haló novin – čtyřstránkový čtrnáctideník. V dubnu 1999 se pak proměnil v týdeník. Původně vycházel v pátek, od roku 2006 v sobotu. K posledku každou středu. 

## Programové prohlášení
V 1. čísle Obrysu-Kmene roku 1995 vyšlo programové prohlášení redakce nazvané Obrysy Kmene. V něm se uvádí mimo jiné: "Neúnosně dlouho trvá situace, kdy jsou česká literatura i kultura ohroženy jednak vpádem tuzemské i dovezené pakultury, jednak vydáním napospas všemocné ruce trhu.... Je tu však ještě jeden tíživý fakt, o kterém se ve slušné společnosti téměř nehovoří a je vládnoucí elitou všemožně kamuflován a urážlivě bagatelizován. Stále více umělců tvoří, aniž by mohli výsledky své práce zveřejňovat, omezeni bojkotem i přímými zákazy... A roste počet umělců, kteří nenalézají uplatnění vůbec, nebo jedině za cenu ústupků vyznavačům zlatého telete... Nejsme a nemíníme být úzce zaměření ani názorově, ani programově... Vždyť kultura se nemůže beztrestně dělit na oficiální a neoficiální, na levou a pravou, levopravou a pravolevou. To byly a jsou umělé a zbytečné bariéry, které bychom rádi pomohli odstranit. Chceme navázat na tradice meziválečné avantgardy, na Skupinu 42, na vše, co nezakrnělo pod tlakem měnící se doby..." 